# (2249) Yamamoto
(2249) Yamamoto ist ein Asteroid des äußeren Hauptgürtels, der am 6. April 1942 vom deutschen Astronomen Karl Wilhelm Reinmuth an der Landessternwarte Heidelberg-Königstuhl bei einer Helligkeit von etwa 14 mag entdeckt wurde. Nachträglich konnte der Asteroid bereits auf Aufnahmen nachgewiesen werden, die am 1. August 1932 am Union-Observatorium in Johannesburg gemacht worden waren.
Der Asteroid wurde auf Vorschlag von Syuichi Nakano nach dem japanischen Astronomen Issei Yamamoto (1889–1959) benannt, Professor für Astronomie an der Universität Kyōto, Direktor des Kwasan-Observatoriums und der erste Präsident der IAU Kommission für das Zodiakallicht. Er gründete 1920 die Oriental Astronomical Association (天文同好会 Tenmon Dōkōkai) und unterstützte viele Amateurastronomen in Japan.

## Wissenschaftliche Auswertung
Aus Ergebnissen der IRAS Minor Planet Survey (IMPS) wurden 1992 erstmals Angaben zu Durchmesser und Albedo für zahlreiche Asteroiden abgeleitet, darunter auch (2249) Yamamoto, für den damals Werte von 44,7 km bzw. 0,04 erhalten wurden. Eine Auswertung von Beobachtungen durch das Projekt NEOWISE im nahen Infrarot führte 2011 zu vorläufigen Werten für den Durchmesser und die Albedo im sichtbaren Bereich von 35,5 km bzw. 0,06. Die Werte wurden nach neuen Messungen 2014 auf 33,6 km bzw. 0,06 korrigiert. Nach der Reaktivierung von NEOWISE im Jahr 2013 und Registrierung neuer Daten wurden die Werte 2016 angegeben mit 52,5 km bzw. 0,02, diese Angaben beinhalten aber hohe Unsicherheiten.
Eine Durchmusterung im Rahmen der Palomar Transient Factory (PTF) am Palomar-Observatorium in Kalifornien ab 2009 ergab in einer Untersuchung von 2015 eine Rotationsperiode des Asteroiden von 31,5899 h. Aus thermischen Infrarot-Daten wurde außerdem ein Durchmesser von 38,2 ± 0,4 km abgeleitet.